# 福岡県立山田高等学校
福岡県立山田高等学校（ふくおかけんりつ やまだ こうとうがっこう）は、国道322号沿いの福岡県嘉麻市上山田1244番地5にあった男女完全共学の県立高等学校。地元では「山高（やまこう）」と呼ばれて親しまれていたが、福岡県立高校統廃合の実施に伴い2007年（平成19年）3月31日限りで廃校となった。

## 沿革
旧制中学時代
- 1943年（昭和18年） 福岡県立嘉穂中学校（現・福岡県立嘉穂高等学校）の入試競争倍率緩和を目的として嘉穂郡山田町に普通科を設置した福岡県立山田中学校が開校
- 1944年（昭和19年） 県立山田中学校の校舎内に夜間採鉱科を設置した福岡県立山田工業学校が開校（山田高校定時制の前身）。又、嘉穂郡大隈町に採鉱科を設置した財団法人嘉穂工業学校が開校（福岡県立嘉穂工業高等学校の前身）
- 1945年（昭和20年） 嘉穂工業学校に機械科を設置
- 1947年（昭和22年） 山田工業学校に夜間機械科を設置

新制高校時代
- 1948年（昭和23年） 学制改革により以下の様な改称を実施
  - 県立山田中学校→福岡県立山田高等学校（全日制課程）
  - 山田工業学校→福岡県立山田工業高等学校（定時制課程）※改称と同時に定時制普通科を設置
  - 嘉穂工業学校→財団法人嘉穂工業高等学校（全日制課程）
- 1949年（昭和24年） 高校三原則に基づく「小学区制・総合制・男女共学」を導入。財団法人嘉穂工業高校を県営に移管の上、山田高校へ統合。又、県立高等学校再編成に伴い、定時制課程のみが設置されていた山田工業高校も山田高校へ統合。その結果、山田高校は以下の様な複数の自治体に跨る4部制へ移行する
  - 山田町の全日制普通部（普通科のみ）・定時制部（普通科のみ）・夜間工業部（採鉱科と機械科）
  - 大隈町の全日制工業部（採鉱科と機械科）
- 1951年（昭和26年） 夜間工業部を定時制に統合。その結果、山田高校定時制は採鉱科・機械科・普通科の3学科制となる
- 1953年（昭和28年） 校歌制定

※1954年（昭和29年）4月1日 山田町は市制施行により山田市となる

※1955年（昭和30年）1月1日 大隈町は嘉穂郡千手村・同足白村・同宮野村と合併（新設合併）、嘉穂郡嘉穂町となる
- 1955年（昭和30年） 全日制工業部に電気科を設置
- 1956年（昭和31年） 定時制採鉱科募集停止
- 1957年（昭和32年） 全日制工業部が嘉穂町の福岡県立嘉穂工業高等学校として独立
- 1959年（昭和34年） 定時制採鉱科閉科
- 1961年（昭和36年） 山田高校の支援組織である財団法人古峰（こほう）会が発足
- 1971年（昭和46年） 小学区制として最後の入試
- 1972年（昭和47年） 福岡県立高校普通科の学区が拡大され（中学区制導入）、山田高校は福岡県立高校普通科第14学区[注 1]（嘉飯山地区エリア）に属することとなる
- 1977年（昭和52年） 志願者が初めて募集定員を下回る（以後、ほぼ毎年の様に定員割れ状態となる）
- 1982年（昭和57年） 定時制機械科募集停止
- 1985年（昭和60年） 定時制機械科閉科
- 1988年（昭和63年） 福岡県立高校全日制の欠員補充募集が開始され、山田高校もその対象となる
- 1991年（平成3年）  男女共にブレザー制服を導入
- 1992年（平成4年）  社会人を対象とした学校開放講座がスタート
- 1993年（平成5年）  校訓制定
- 1994年（平成6年）  定時制普通科募集停止
- 1996年（平成8年）  定時制課程閉鎖
- 1998年（平成10年） 「山田高校フラワープロジェクト運動」及び「ホタル祭り」がスタート
- 2004年（平成16年） 飯塚市の福岡県立嘉穂総合高等学校[注 2] に統廃合されることとなり、最後の入試が行われる
- 2005年（平成17年） 募集停止

※2006年（平成18年） 3月27日 山田市は嘉穂郡稲築町・同嘉穂町・同碓井町と合併（新設合併）、嘉麻市となる
- 2007年（平成19年） 3月31日限りで廃校

## 校訓
- 勤労 責任 礼節

本校創立50周年を記念して1993年（平成5年）に制定された。尚、創立50周年の記念式典には本校OBであるつかこうへいが講演のため1967年（昭和42年）の卒業以来26年振りに本校を訪れ母校に錦を飾ったが、つかの生涯において筑豊地区での講演はこの時が最初で最後 となった。

## 校歌
- 作詞：中川原泰治
- 作曲：森脇憲三

1953年（昭和28年）に制定された が、本校では開校時より応援歌 が存在し、学校行事等ではむしろ応援歌のほうがよく歌われていた。

## 概要
石炭産業全盛期の山田高校は全国高等学校サッカー選手権大会の強豪として名を馳せ、1948年（昭和23年）の同大会では仙台育英学園高等学校や兵庫県立兵庫高等学校を破り準決勝まで進出した程である。また、勉学の面でも東京大学や京都大学、九州大学といった旧帝大や早稲田大学、慶應義塾大学をはじめとする難関私立大へ多くの合格者を輩出し、まさに文武両道の旧制中学だった。尚、当時の本校を卒業したOBには福岡県公立学校の校長経験者も多く、福岡県教育委員会内には「山田高校閥（通称・山高閥）」という派閥が近年まで存在していた。
1950年代末期に石炭産業は衰退し、それと同時に山田高校の所在地である旧・山田市の人口流出も激しくなったのだが、それでも九大には毎年10人前後の合格者を出していた。しかし、1972年（昭和47年）から実施された学区拡大（中学区制導入）に伴い、小学区制時代からの受験可能エリアであった旧・山田市や旧・嘉穂郡嘉穂町、同碓井町の中学生は筑豊地区最大の都市である飯塚市の福岡県立嘉穂高等学校や福岡県立嘉穂東高等学校を志願するようになり、山田高校の志願者は激減。1977年（昭和52年）からはほぼ毎年定員割れ状態となった。
1970年代は、時代的にも世の中が学生運動や「70年安保」「スト権スト」等で騒然としている中であったが、本校は日教組である福岡県高教組が強く、職員室には赤旗が掲示され「校長着任拒否闘争」「部落解放運動」等を推進していった。1971年（昭和46年）より実施された県教委の管理職登用試験を受けて赴任した校長を校門から入れない、校長として認めない運動（校長着任拒否闘争）や本校が初めて定員割れを起こした1977年（昭和52年）以降は入試における定員内不合格を許さない運動（部落解放同盟による運動）を展開するなどして教育活動が混乱する中で、賛否両論あったが地域住民の一部からは山高離れが加速度的に進んでいく事ともなった。
一方、筑豊地区に多い低所得世帯や生活保護受給世帯の学習不振児及び学習困難児を沢山救済する福祉的な存在となり、更には1988年（昭和63年）より開始された福岡県立高校全日制の欠員補充募集では県立高校全日制の本試験に失敗した受験生を毎年の様に受け入れた。平成以降ではLL教室を使用した社会人向けの学校開放講座が人気を呼び、伝統のサッカー部にもテコ入れが行われたが、一方では1980年代初めから毎年の様に閉校の噂が出ており、その対策として普通科英語コース や同体育コース の設置、後には中高一貫教育の導入を試みたが、いずれも実現しなかった。

## 高校コードについて
本校の高校コード番号は40183であった。書類によっては5桁の数字の後にアルファベットが付いていたり、福岡県の都道府県番号である「40」と下3桁の数字（国立は001～、国立特別支援学校の高等部は051～、国立高専は091～、公立は101～、公立特別支援学校の高等部は441～、公立高専は491～、私立は501～から始まる。尚、閉校等は999）との間をハイフンで結んでいるケースも見受けられるが、コード番号自体は全て同じである。

## 設置されていた課程
全日制課程（1943年 - 2007年）
全日制が山田町→山田市の普通部と大隈町→嘉穂町の工業部に分かれていた1949年度（昭和24年度）から1956年度（昭和31年度）を除いては普通科のみが設置されていた。団塊世代が在学していた1960年代中期には1学年8クラス・定員430名であったが、末期は1学年2クラス・定員80名足らずの規模となっていた。ちなみに本校最後の卒業生は42名だった。
定時制課程（1944年 - 1996年）
1944年（昭和19年）開校の山田工業学校を前身とする定時制は石炭産業全盛期に採鉱科・機械科・普通科の3学科を擁し苦学生（勤労学生）の強い味方となっていたが、時代の流れには逆らえず末期には普通科だけが存在していた。尚、山田高校定時制は最後の募集となった1993年（平成5年）に僅か1名の入学者を受け入れたものの、その生徒が中退したため閉鎖が1996年（平成8年）3月に繰り上がった。ちなみに定時制最後の卒業生は4名だった。
※便宜上、学制改革が行われた1948年度（昭和23年度）より前に関してもここでは「全日制課程」および「定時制課程」として統一した。

## 受験可能エリアの推移
※自治体名等は当時のものとする
旧制中学時代（1943年 - 1947年）および1948年
- 嘉飯地区（嘉穂郡・飯塚市）全域

小学区制時代（1949年 - 1971年）
- 山田高校固定区（普通科志願者は山田高校のみ受験可能）
  - 嘉穂郡山田町→山田市
  - 嘉穂郡大隈町・同千手村・同足白村・同宮野村→嘉穂郡嘉穂町
  - 嘉穂郡碓井町
- 山田高校自由区（普通科志願者は嘉穂高校、福岡県立稲築高等学校[注 10] 及び嘉穂東高校との選択が可能）
  - 嘉穂郡桂川町[注 11]

中学区制時代（1972年以降、山田高校の場合は2004年まで）
- 福岡県立高校普通科第14学区
  - 嘉飯山地区（嘉穂郡・飯塚市・山田市）全域

## 全日制課程の欠員補充募集について
現在、福岡県内で「二次募集」と呼ばれている福岡県公立高校全日制欠員補充募集は福岡県教育委員会が1988年（昭和63年）より合格発表時に20名以上の欠員が出た県立高校全日制に対し「福岡県立高校全日制欠員補充募集」という名称で開始したものであり、第1回目は本校の他、嘉穂工業高校、福岡県立西鞍手高等学校、福岡県立田川農林高等学校、福岡県立八女農業高等学校、福岡県立大牟田南高等学校の6校13学科（募集定員は計530名）で実施された。
この補充募集の選抜方法は県立高校全日制の本試験で不合格となった受験生の結果が補充募集実施校に送られ、それを基に面接（一部の高校では作文も加わる）を実施して合否を判定するというものであり、これに関しては現在でも同一である。但し、県立高校全日制の本試験を受験して不合格となっていることが出願の絶対条件であり、本試験で不合格となった県立高校全日制の学科が補充募集実施校の補充募集実施学科であった場合の出願（早い話が同一高校の同一学科へ再度出願すること）や受験可能エリア（県立高校普通科の場合は原則として学区）外に所在する補充募集実施校への出願は現在でも福岡県内に8校ある市町立高校全日制 を含めて一切認められていない。1991年（平成3年）より市町立高校全日制の本試験で不合格となった受験生に関しても出願可能となり、1993年（平成5年）には補充募集志願者数及び志願倍率の公表を開始。そして1994年（平成6年）に久留米市立南筑高等学校理数科が参加することによって現行名へ改称、また「欠員20名以上」という従来の基準も廃止 されて現在に至る。
深刻な定員割れを起こしていた山田高校の場合はほぼ毎年この補充募集の実施校 となり、特に1989年（平成元年）から1996年（平成8年）までの間は1991年（平成3年）の188名を最高に毎回100名以上の補充募集定員を確保していたが、この制度のお陰で多くの本試験不合格者を救済することが出来た。この補充募集については賛否両論ある が、本校の属する筑豊地区では公立志向が他地域よりも高く、それに加え山田高校受験可能エリアには一部を除いて住民税非課税世帯をはじめとする低所得世帯や生活保護受給世帯が多く存在しており（本校の授業料は他の県立高校よりも少し安く設定されていた が、それに加え以前所有していたホームページでは前記世帯を対象とした授業料減免制度の紹介をしていた程であった）、実際1987年（昭和62年）以前に前記世帯出身の受験生が県立高校全日制の本試験に失敗した場合、残された選択肢は定時制の補充募集 か就職 だったのである。
一時期は少子化による県立高校統廃合の影響で実施校及び実施学科が大幅に減少していたものの、2010年（平成22年）辺りからは再び増加傾向にある。ちなみに補充募集定員が歴代最多だったのは1994年（平成6年）の999名、学校及び学科単位では1992年（平成4年）における大牟田南高校普通科の271名であった。

## 救済実績
本校は三度の救済実績がある。
- 太平洋戦争当時、本校のエリアであった旧・嘉飯地区（この当時、旧・山田市は嘉穂郡の一員であった）に存在する旧制中学は飯塚市の県立嘉穂中学校（現・嘉穂高校）だけであり、入試競争倍率が高く狭き門であった。この高倍率を緩和する目的と、当時「筑豊の奥座敷」と呼ばれていた山田に旧制中学の設置を切望する地元住民の「一人一日一銭貯金」によって1943年（昭和18年）に開校した本校は旧・嘉飯地区における旧制中学への進学チャンスを大幅に増やした[注 22]。なお、開校の経緯からして旧制中学時代の本校出身者を中心に「おらが学校」という意識が強く、その愛校心によって後述する存続運動が盛り上がった。
- 1972年（昭和47年）の中学区制導入における救済（「概要」の節を参照）。
- 1988年（昭和63年）、福岡県立高校全日制欠員補充募集（現・福岡県公立高校全日制欠員補充募集）の開始における救済（「全日制課程の欠員補充募集について」の節を参照）。

## 支援組織について
本校の支援組織には、旧制中学時代からの同窓生による
- 将来の学校運営費を工面するための植林
- 福岡市内における本校卒業生用の寮[注 23] の設置および運営

といった事業を引き継ぎ1961（昭和36年）に発足した財団法人古峰会が存在していた。
古峰会は長きに渡り山田高校を陰から支えて来たが、本校の活性化計画「山高スピリット」に関連した支援では
- スポーツ及び勉学を対象とした奨学金制度の創設　※1997年度（平成9年度）より実施
- サッカー部へのマイクロバス寄贈

などを行った。尚、古峰会は福岡県教育委員会が所管する公益法人であったが、本校の閉校に伴い解散した。

## 地域への貢献
1992年（平成4年）より毎年秋に開講されていた学校開放講座「基礎英会話講座」は本校のLL教室を使用した社会人向けの講座だが、旧・山田市が一年契約で採用していたALT（外国語補助教員）を講師に迎えることもあって大変な人気があり、30名の募集定員に対して常に倍以上の応募が集まる程であった。尚、この成功によって現在は嘉麻市の一員である旧・嘉穂郡稲築町の稲築志耕館高校でも社会人向けの陶芸教室を、そして本校と歴史上姉妹関係にあたる嘉穂工業高校では親子向けの技術教室をそれぞれスタートさせており、いずれも高い支持を得ていた。また、1998年（平成10年）からは旧・山田市内の主要施設を花で飾る「山田高校フラワープロジェクト運動」の実施や校内を流れる小川にスポットをあてた「ホタル祭り」の開催によって地元住民との絆は一層深まっていった。

## 山田高校が取り上げられている作品
- 白水社『つかこうへいによる つかこうへいの世界』（後に角川書店が文庫化）

つかこうへいが本校の生徒であった 1960年代中期の入試競争倍率（大幅に緩和されていた）や当時としては珍しく男子生徒の長髪が許されていたという校則を懐かしんでいる一方でエネルギー革命による石炭産業の衰退が当時の山田高校に与えた影響とそれによる在校生の心の変化をやや悲観的に描いている。尚、当時の山田高校でも男子生徒の殆どが「サユリスト」であり、つか自身も本校在学中に出会った書物の中で一番感動した作品が『愛と死をみつめて』であることを語っている。

## 著名な卒業生
- 籾井勝人（NHK第21代会長、元・日本ユニシス社長、元・米国三井物産社長）
- つかこうへい（劇作家、小説家、本校では新聞部の部長を務めた）
- 永嶋久子（元資生堂美容技術専門学校校長、元資生堂取締役、資生堂の海外派遣美容部員第1号）
- 三船正俊（元・プロ野球投手）
- 若杉山豊一（元・大相撲幕内力士、本校では相撲部の主将を務めた）
- 市丸郁夫（作家）
- 伊藤榮治（元・外交官、レシフェ総領事）
- 若狭和朋（歴史研究家、九州大学大学院客員教授、教育学博士（Ph.d.））

## 利用されていた交通機関
最末期における本校最寄りの交通機関は
- 嘉麻市山田バス
- 嘉麻市嘉穂バス
  - 山田高校バス停下車
- 西鉄バス筑豊
  - （山田）大橋バス停下車徒歩5分

であった。以前は本校のすぐ傍に西鉄の山田高校バス停 があり、旧・嘉穂郡嘉穂町の中心部や奥地 からの生徒輸送をメインとしていたが、2004年（平成16年）3月31日をもって路線・バス停共に撤退した（撤退後は嘉穂町バス→嘉麻市嘉穂バスが代替）。尚、1988年（昭和63年）8月31日までは本校から徒歩で10分程の位置に九州旅客鉄道（JR九州）上山田線の上山田駅が存在し、数多くの本校出身者が上山田線と共に青春時代を過ごした。

## 廃校
本校は1977年（昭和52年）よりほぼ毎年定員割れが続いており、1980年代からは毎年の様に閉校の噂が出ていた。その為に本校の関係者と所在地である旧・山田市が一体となって1995年（平成7年）よりかつて名門として知られたサッカー部の強化や全寮制中等教育学校（中高一貫教育）への転換といった活性化計画「山高スピリット」を打ち出した。
前者については県大会新人戦において2000年度（平成12年度）にベスト8入り。2001年度（平成13年度）には準決勝まで進んだ。特に2000年度（平成12年度）に関しては筑豊地区予選で対戦した7校の内、6校に対して完封勝ち。決勝トーナメント最後の相手であった嘉穂高校に対しても7対1と圧倒的強さを見せ、サッカー部への入部希望者も増加した ものの、学校存続には結びつかなかった。
また、後者の場合は旧・山田市内に用地まで確保し、所在地である旧・山田市はもちろんのこと小学区制時代からの受験可能エリアであった旧・嘉穂郡嘉穂町や同碓井町のほか、国道201号八木山バイパスの起点である福岡都市圏の糟屋郡篠栗町にも本校への一貫教育誘致をPRする看板を建てていたのだが、最終的にその夢は自由民主党の代議士であった古賀誠の推す八女郡黒木町（現・八女市）の福岡県立黒木高等学校（福岡県立輝翔館中等教育学校 へ転換）によって奪われ本校関係者及び地元住民の願いは届かなかった。だが、本校の属した筑豊地区では飯塚市の日新館高等学校が飯塚日新館中学校を設置して一貫教育に乗り出したものの僅か10年弱で終止符が打たれた という前例があり、その為に同じ飯塚市の近畿大学附属福岡高等学校が一貫教育の導入に対して慎重な態度を取っている程である。
本校は2007年（平成19年）3月31日限りで廃校となったが、最終年度となった2006年度（平成18年度）には西日本新聞（筑豊版）で本校に関する記事が頻繁に掲載された。最後の卒業式については、本紙の夕刊（福岡版）をはじめ讀賣新聞（筑豊版）や毎日新聞（筑豊版）でも写真付きで紹介されていた。
- 第1回　校舎建設-「おらが学校」愛着強く（2007年3月20日掲載）
- 第2回　裏山開墾-忘れられない芋の甘さ（同21日掲載）
- 第3回　汽車通学-SLの音色いつまでも（同22日掲載）
- 第4回　定時制-生徒を包んだ夜学の光（同24日掲載）
- 第5回　イレブン-全国3位、地域に希望（同25日掲載）
- 第6回　ラブレター-昼と夜、同じ机が結ぶ恋（同27日掲載）
- 第7回　山高歌壇-長い歴史に「ありがとう」（同28日掲載）
- 最終回　記者ノート-輝く学びや、人々の心に（同29日掲載）
- 番外編　燦たり学舎は永遠に（西日本新聞筑豊版ルポ『かわすじ今日談』より。同年4月1日掲載）[注 32]

筑豊地区では本校を含めて6校の県立高校（嘉飯山地区3校、田川地区3校） が廃校した。

### 廃校後の主な動き
- 旧・山田市のエリアである嘉麻市山田地区は本校の廃校後も中高一貫教育導入への望みを捨てておらず[注 34]、中高一貫教育導入をPRする立て看板も一部の語句が変更された上で現存している[注 35][要出典]。
- 本校の閉校に伴い、嘉麻市嘉穂バスの山田高校バス停が撤去された[注 36] ものの、路線自体は現在も存続している。
- 「支援組織について」の節で紹介されていた（財）古峰会寄贈のサッカー部専用マイクロバスは本校の統廃合先である嘉穂総合高校に引き取られたが、閉校からしばらくの間はバスの車体に「福岡県立山田高校サッカー部」と表記されていた[要出典]。
- 閉校時に「黎明・躍動期」、「飛躍・発展期」、「怒涛・終焉期」と時代別に分けられた写真入りの校碑が本校の敷地内に三基建てられたが、一般公開はされていない[要出典]。
- 本校の閉校により正門にあった校名入りプレートも業者によって外されたが、これに関しては「外した」というよりも「もぎ取られた」という表現のほうが当てはまるほどプレート跡の処理が杜撰そのものであり、本校OBや地元住民が憤りを感じている[要出典]。
- 本校と同時期に閉校となった嘉穂工業高校と福岡県立嘉穂中央高等学校の同窓会は統廃合先である嘉穂総合高校の同窓会の一部[注 37] となったが、本校の同窓会に関しては「福岡県立山田高等学校同窓会」として現存している。
- 本校の統廃合先である嘉穂総合高校は2008年度（平成20年度）より嘉穂郡桂川町へ移転した。
- 「ホタル祭り」は本校の閉校に伴い一旦中止となっていたが、2008年（平成20年）に復活した。

## 各種証明書の発行先
〒820-0607　
福岡県嘉穂郡桂川町大字土師1117番地の1
福岡県立嘉穂総合高等学校　内